# Breakaway (album của Kelly Clarkson)
Breakaway là album phòng thu thứ hai của ca sĩ người Hoa Kỳ Kelly Clarkson, phát hành ngày 30 tháng 11 năm 2004 bởi RCA Records. Album là sản phẩm nối tiếp thành công từ album đầu tay của cô, Thankful (2003). Được điều hành sản xuất bởi Clive Davis, Breakaway là kết quả của sự hợp tác giữa Clarkson với rất nhiều nhà sản xuất, bao gồm Dr. Luke, Max Martin, Avril Lavigne, Kara DioGuardi, Ben Moody, và David Hodges; hai nhà sản xuất cuối là thành viên cũ của ban nhạc Evanescence. Mặc dù tên tuổi của cô không bị rơi vào quên lãng nhờ thành công của Thankful, nhưng giới chuyên môn vẫn cho rằng cô chỉ là một quán quân của American Idol và chỉ trích những nỗ lực của cô để gây dựng và củng cố tên tuổi cho mình. Để thoát khỏi tình cảnh đó, cô ấy đã được Davis giới thiệu và làm việcvới Dr. Luke và Martin tại Stockholm, với Moody và Hodges tại Los Angeles để giúp âm nhạc của cô đi theo hướng pop rock. Điều này cũng khiến cô thay đổi quản lý từ Jeff Kwatinetz sang Simon Fuller trước khi phát hành album. Breakaway chủ yếu là nhạc pop rock với một chút rock và soul, đánh dấu bước chuyển mình từ phong cách R&B của Thankful; đồng thời phần lời nói về những cuộc tình tan vỡ, tình yêu và sự giải thoát.
Breakaway được giới phê bình đánh giá cao, với nhiều lời khen về hướng pop rock của album và phần giọng hát của Clarkson. Album nhận được khá nhiều giải thưởng và đề cử, bao gồm việc giành hai giải Grammy và một đề cử giải Juno; là một thành công thương mại trên toàn thế giới. Với 15 triệu bản được bán ra, Breakaway là album thành công nhất của Clarkson cho tới nay. Sau khi mở đầu tại vị trí thứ 3 trên bảng xếp hạng Billboard 200 của Hoa Kỳ, album nằm trong top 20 của bảng xếp hạng hơn 1 năm, nhận được chứng nhận 6× Bạch kim bởi Hiệp hội Công nghiệp Thu âm Mỹ (RIAA) với 6 triệu bản bán ra.
Các đĩa đơn từ Breakaway gồm "Since U Been Gone", "Behind These Hazel Eyes", "Because of You", "Walk Away" và "Breakaway" đều trở thành những bản hit lớn toàn cầu và một số trở thành bài hát làm nên tên tuổi của Clarkson. Thành công đó nhanh chóng giúp cô được Billboard liệt kê vào một trong những người tạo nên chất nhạc sơ khởi của nhạc pop đại chúng với kiểu nhạc dance-oriented trong những năm 2000s. Hơn nữa, Breakaway cũng giúp Clarkson trở thành một trong 4 nghệ sĩ thành công nhất của Sony BMG trong thập niên 2000s, và giúp Davis, Dr. Luke, và Martin trở thành những nhà sản xuất pop được chú ý. Trên phạm vi quốc tế, album đã đứng đầu tại Ireland và Hà Lan, đồng thời trở thành album bán chạy thứ 7 của năm 2005, đạt chứng nhận Bạch kim tại 17 nước. Để quảng bá Breakaway, Clarkson đã có 3 chuyến lưu diễn hòa nhạc trong năm 2005 và 2006: Breakaway World Tour, Hazel Eyes Tour và Addicted Tour. Billboard đã xếp album tại vị trí thứ 77 trong danh sách Greatest of All Time Billboard 200 Albums.

## Bối cảnh và sản xuất

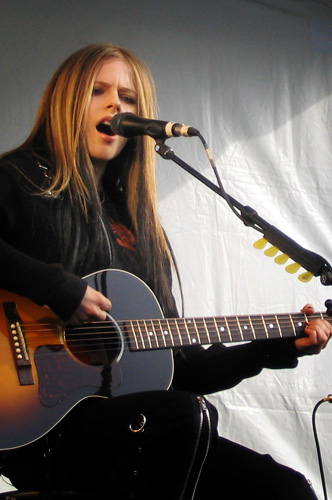
Bài hát chủ đề "Breakaway" được đồng sáng tác bởi Avril Lavigne (hình), người đã định đưa bài hát vào album đầu tay của mình Let Go (2002).

Vào đầu năm 2004, Clarkson đã bắt đầu làm việc cho album thứ hai, sau thành công của album đầu tay Thankful (2003), và đi chung chuyến lưu diễn Independent Tour với Clay Aiken, thí sinh á quân mùa 2 của American Idol. Cô cũng đã có ý định hợp tác với Fantasia Barrino, quán quân mùa 3; cả hai đều được mong đợi sẽ ra mắt album trong cùng thời điểm.
Khi cô bắt đầu làm việc với nhà điều hành âm nhạc Clive Davis, Clarkson đã được Whitney Houston mời hát "Breakaway", bản nhạc sẽ trở thành nhạc phim cho bộ phim năm 2004 của hãng Walt Disney Pictures mang tên The Princess Diaries 2: Royal Engagement, và Houston đã đồng sản xuất ra. Bài hát được viết bởi Avril Lavigne, Matthew Gerrard và Bridget Benenate, ban đầu được viết cho album đầu tay Let Go (2002) của Lavigne nhưng bị loại vì không hợp với chất nhạc của album. Initially reluctant, Clarkson agreed to record the song. "Breakaway" được phát hành vào tháng 7 năm 2004 bởi Walt Disney Records dưới dạng đĩa đơn cho album nhạc phim, và đóng vai trò làm một đĩa đơn tạm thời trong khi Clarkson đang hoàn thành album mới. Sau khi mở đầu tại vị trí 60 trên  Billboard Hot 100, bài hát đạt đến vị trí số 6 chỉ 1 tuần trước ngày phát hành album.
Vào tháng 4 năm 2004, Clarkson vào phòng thu làm việc ngay sau khi kết thúc chuyến lưu diễn Independent Tour. cô chia sẻ trong một bài phỏng vấn, "Tôi đã viết hầu hết (các bài hát) cho đến thời điểm này, nhưng vẫn có một số người chỉ trích tôi. Tôi không phải một trong những người chỉ hát những bài mình sáng tác nên. (Tôi sẽ hát chúng) cho đến khi tôi và chúng liên kết được với nhau." Trong quá trình phát triển album, Davis chia sẻ ông đã rất phân vân khi để Clarkson viết những chất liệu chính cho album. Ông chia sẻ, "Tôi luôn ủng hộ mọi người tự viết những bản nhạc cho chính mình, nhưng trong đấu trường nhạc pop này, khi sự nghiệp của mỗi ca sĩ phụ thuộc vào các bản hit, bạn sẽ bị nghi ngờ. Những nghệ sĩ có chất giọng rất tốt như Melissa Manchester và Taylor Dayne có thể sẽ có một sự nghiệp tốt hơn nếu như họ không chỉ phụ thuộc vào nhạc mình sáng tác." Clarkson nhắc lại rằng vì cô đã viết nhạc từ thời niên thiếu, nên thay vì tranh cãi với hãng đĩa hay khả năng của bản thân, hai việc đó đã được cân bằng lại—cô sẽ đồng sáng tác một nửa album, và một nửa còn lại được giao cho các nhạc sĩ và nhà sản xuất. Cô nói, "Tôi chỉ nghĩ rằng thật buồn cười khi có một vài người đàn ông trung niên nói với tôi rằng, 'Cô không biết một bản nhạc pop nên có giai điệu như thế nào đâu.' Tôi đã 23 tuổi rồi! Nhưng tôi đã phải chiến đấu một mình." Vào tháng 2 năm 2004, Clarkson đã gặp gỡ Ben Moody và David Hodges, những người đã rời khỏi ban nhạc Evanescence vào cuối năm 2003. "Tôi đã không biết rằng anh ấy (Moody) không còn ở Evanescence nữa," Clarkson nói. "Tôi cảm thấy rất thích những xúc cảm của họ và nghĩ rằng sẽ thật tuyệt khi hợp tác với một trong số họ. Rồi tôi ngẫu nhiên hỏi những người đang cùng làm việc với mình, 'Này, mọi người có nghĩ anh ấy sẽ làm việc với tôi không?' Và tôi nhận ra rằng anh ấy rất tỉ mỉ và đó là những gì anh ấy đã làm ... và mọi thứ trở nên hoàn hảo." Moody cũng chia sẻ, "Thật tuyệt khi cô ấy muốn làm một sản phẩm một cách chi tiết, và tôi cũng không làm điều gì khác ngoài việc tỉ mỉ, chúng tôi đã làm việc với nhau và cô ấy có ý tưởng về tất cả những bài hát cô ấy muốn thực hiện. Điều đó thực sự, thực sự rất tuyệt với tôi, bởi tất cả mọi người đều có trải nghiệm mới. Tất cả mọi người đều làm việc một cách khác biệt."
Lo sợ Clarkson tiếp tục bị đem vào khuôn mẫu người chiến thắng một cuộc thi tài năng, Davis đã gặp mặt rất nhiều nhà sản xuất, tiêu biểu là Max Martin, và mời họ đến sản xuất những bản thu âm cho Clarkson theo hướng pop rock. Clarkson chia sẻ rằng cô luôn muốn tên mình được nhắc đến dưới danh một quán quân của American Idol; nói thêm rằng, "Tôi là người đầu tiên làm được điều đó, vậy nên nó sẽ xuất hiện trên cả nấm mồ của tôi luôn, tôi biết chứ. (Chẳng có cách nào để thoát khỏi nó) thì tại sao không thử chứ?" Trong cuộc gặp mặt giữa Davis với Martin, Martin đã tặng những bài hát mà ông viết với Dr. Luke. Trong số đó có cả "Since U Been Gone" và một bản thu thử mà về sau là bản "Behind These Hazel Eyes". Davis muốn Clarkson thu âm các bản nhạc đó, miêu tả rằng chúng có "một chút rock góc cạnh nhưng vẫn có khả năng trở thành nhưng bản hit nhạc pop. Chúng sẽ thúc đẩy Kelly theo một con đường âm nhạc đầy hứa hẹn, đồng thời duy trì và cải thiện số thính giả nghe nhạc của cô ấy." Martin mong muốn rằng những bài hát đó sẽ được đặt ở thể loại rock, ông muốn thoát khỏi cái bóng của những bản pop mà ông đã sản xuất cho Backstreet Boys và Britney Spears trong thập niên 1990. Davis nhớ lại, "Max lúc đó đang muốn thoát khỏi những bản pop của Backstreet Boys, và tôi đã cố gắng thuyết phục họ rằng một quán quân của American Idol sẵn sàng đem tất cả những cảm nhận và đam mê của cô ấy vào bài hát." Martin và Dr. Luke cuối cùng cũng đồng ý và mời Clarkson đến du lịch Thụy Điển để thu âm các ca khúc. Sau khi nghe chúng, Clarkson đã nghi ngờ mảng pop của những bản nhạc này; và có ba bản nhạc được dự định sẽ phát triển thành những bản rock thực sự, một quyết định đã khiến Clarkson rất vui vì Davis không đồng ý. Davis nhắc lại rằng ông rất hy vọng vào tương lai, khen rằng cô ấy đã không thích chúng và loại 2 trong chúng khỏi album. Clarkson sau đó lại mong muốn rằng một trong số đó nên ở trong album và ca ngợi Davis vì đã thay "Because of You" vào, nói rằng mình "là một nhạc sĩ dở tệ (nguyên văn) nên thấy biết ơn những món quà à anh ấy đã trao cho mình.". Davis về sau lại nói rằng anh rất thích bài hát và Clarkson có thể thật sự viết được những bản hit.

## Danh sách bài hát
| Breakaway – Phiên bản tiêu chuẩn | Breakaway – Phiên bản tiêu chuẩn | Breakaway – Phiên bản tiêu chuẩn               | Breakaway – Phiên bản tiêu chuẩn | Breakaway – Phiên bản tiêu chuẩn |
| STT                              | Nhan đề                          | Sáng tác                                       | Sản xuất                         | Thời lượng                       |
| -------------------------------- | -------------------------------- | ---------------------------------------------- | -------------------------------- | -------------------------------- |
| 1.                               | "Breakaway"                      | Matthew Gerrard Bridget Benenate Avril Lavigne | John Shanks                      | 3:57                             |
| 2.                               | "Since U Been Gone"              | Martin Sanberg Lukasz "Dr. Luke" Gottwald      | Martin Dr. Luke                  | 3:12                             |
| 3.                               | "Behind These Hazel Eyes"        | Kelly Clarkson Martin Gottwald                 | Martin Dr. Luke                  | 3:18                             |
| 4.                               | "Because of You"                 | Clarkson David Hodges Ben Moody                | Hodges Moody                     | 3:39                             |
| 5.                               | "Gone"                           | Kara DioGuardi Shanks                          | Shanks                           | 3:27                             |
| 6.                               | "Addicted"                       | Clarkson Hodges Moody                          | Hodges Moody                     | 3:57                             |
| 7.                               | "Where Is Your Heart"            | Chantal Kreviazuk Clarkson DioGuardi           | Raine Maida Kreviazuk            | 4:39                             |
| 8.                               | "Walk Away"                      | Kreviazuk Maida DioGuardi Clarkson             | Maida DioGuardi Kreviazuk        | 3:08                             |
| 9.                               | "You Found Me"                   | DioGuardi Shanks                               | Shanks                           | 3:39                             |
| 10.                              | "I Hate Myself for Losing You"   | DioGuardi Jimmy Harry Shep Solomon             | Clif Magness                     | 3:20                             |
| 11.                              | "Hear Me"                        | Clarkson DioGuardi Magness                     | Magness                          | 3:56                             |
| 12.                              | "Beautiful Disaster" (Live)      | Matthew Wilder Rebekah Jordan                  |                                  | 4:34                             |
| Tổng thời lượng:                 | Tổng thời lượng:                 | Tổng thời lượng:                               | Tổng thời lượng:                 | 44:47                            |

| Breakaway – Phiên bản giới hạn (bài hát bổ sung) | Breakaway – Phiên bản giới hạn (bài hát bổ sung) | Breakaway – Phiên bản giới hạn (bài hát bổ sung)       | Breakaway – Phiên bản giới hạn (bài hát bổ sung) | Breakaway – Phiên bản giới hạn (bài hát bổ sung) |
| STT                                              | Nhan đề                                          | Sáng tác                                               | Sản xuất                                         | Thời lượng                                       |
| ------------------------------------------------ | ------------------------------------------------ | ------------------------------------------------------ | ------------------------------------------------ | ------------------------------------------------ |
| 13.                                              | "Miss Independent"                               | Clarkson Rhett Lawrence Christina Aguilera Matt Morris | Lawrence                                         | 3:34                                             |
| 14.                                              | "Low"                                            | Jimmy Harry                                            | Magness                                          | 3:29                                             |

| Breakaway – Phiên bản đặc biệt (bài hát bổ sung) | Breakaway – Phiên bản đặc biệt (bài hát bổ sung)                        | Breakaway – Phiên bản đặc biệt (bài hát bổ sung) | Breakaway – Phiên bản đặc biệt (bài hát bổ sung) |
| STT                                              | Nhan đề                                                                 | Sáng tác                                         | Thời lượng                                       |
| ------------------------------------------------ | ----------------------------------------------------------------------- | ------------------------------------------------ | ------------------------------------------------ |
| 13.                                              | "Since U Been Gone" (Jason Nevins Club Mix)                             | Martin Gottwald                                  | 7:40                                             |
| 14.                                              | "Behind These Hazel Eyes" (Joe Bermudez & Josh Harris Top 40 Radio Mix) | Clarkson Martin Gottwald                         | 3:10                                             |
| 15.                                              | "Breakaway" (phiên bản NapsterLive)                                     | Gerrard Benenate Lavigne                         | 4:21                                             |
| 16.                                              | "Because of You" (live tại Rolling Stone)                               | Clarkson Hodges Moody                            | 3:34                                             |
| 17.                                              | "Miss Independent" (live tại AOL)                                       | Lawrence Aguilera Morris Clarkson                | 3:41                                             |
| 18.                                              | "Hear Me" (live tại AOL)                                                | Clarkson DioGuardi Magness Morris                | 3:56                                             |

| Breakaway – DVD phiên bản đặc biệt | Breakaway – DVD phiên bản đặc biệt        | Breakaway – DVD phiên bản đặc biệt | Breakaway – DVD phiên bản đặc biệt |
| STT                                | Nhan đề                                   | Đạo diễn                           | Thời lượng                         |
| ---------------------------------- | ----------------------------------------- | ---------------------------------- | ---------------------------------- |
| 1.                                 | "Since U Been Gone" (video âm nhạc)       | Alex DeRakoff]                     | 3:08                               |
| 2.                                 | "Behind These Hazel Eyes" (video âm nhạc) | Joseph Kahn                        | 3:18                               |
| 3.                                 | "Because of You" (video âm nhạc)          | Vadim Perelman                     | 3:39                               |

## Những người thực hiện
Thông tin dựa theo AllMusic.
- Kenny Aronoff – trống
- Jon Berkowitz – trợ lý kỹ thuật
- Johan "Brorsan" Brorsson – trợ lý, trợ lý kỹ thuật, chỉnh sửa kỹ thuật số
- Paul Bushnell – bass
- David Camobell – đàn dây
- David Paul Campbell – đàn dây
- Dan Certa – kỹ thuật
- Sergio Chavez – trợ lý kỹ thuật
- Kelly Clarkson –  nghệ sĩ chính, giọng hát
- Mark Colbert – trống
- Randy Cook – trống
- Randy Cooke – trống
- Olle Dahlstedt – trống
- Clive Davis – sản xuất, điều hành sản xuất
- Kara DioGuardi – sản xuất
- Tony Duran – ảnh
- Stephen Ferrera – a&r
- Lars Fox – kỹ thuật
- Josh Freese – trống
- Brian E. Garcia – kỹ thuật
- Serban Ghenea – phối khí
- Brad Gilderman – phối khí
- Lukasz Gottwald –   kỹ thuật, nhạc cụ, sản xuất
- Kevin Guarnieri – kỹ thuật
- Jason Halbert – piano, sắp xếp piano
- John Hanes – điều chỉnh kỹ thuật số
- Robin C. Hendrickson – chỉ đạo nghệ thuật
- David Hodges – sản xuất âm thanh, piano, sản xuất, lập trình, đàn dây
- Mark Kiczula – trợ lý kỹ thuật
- Brett Kilroe – chỉ đạo nghệ thuật
- Chantal Kreviazuk – sản xuất âm thanh, sản xuất, đàn dây
- Jason Lader – bass, lập trình
- Victor Lawrence – tứ tấu đàn dây
- Aaron Lepley – trợ lý kĩ thuật
- Clif Magness – bass, kỹ thuật, guitar mộc, guitar thùng, guitar điện, bộ gõ, piano, sản xuất, lập trình
- Raine Maida – sản xuất âm thanh, kỹ thuật, guitar, sản xuất, đàn dây
- Lasse Mårtén – kỹ thuật
- Max Martin – sản xuất âm thanh, kỹ thuật, nhạc cụ, sản xuất
- Renson Mateo – trợ lý kỹ thuật
- Ben Moody – sản xuất âm thanh, guitar, sản xuất
- Marty O'Brien – bass, guitar thùng, thực hiện chính
- Shawn Pelton – trống, thực hiện chính
- Glenn Pittman – trợ lý kỹ thuật
- Shanti Randall – tứ tấu đàn dây
- Jason Rankins – trợ lý, trợ lý kỹ thuật
- Tim Roberts – trợ lý, trợ lý kỹ thuật, trợ lý phối khí
- Mark Robertson – tứ tấu đàn dây
- Jeff Rothschild – trống, kỹ thuật, phối khí
- John Shanks – bass, guitar, guitar thùng, bộ gõ, phối khí, sản xuất
- Shari Sutcliffe – nhà đầu tư, sản xuất tổng hợp
- Mark Valentine – kỹ thuật
- Shalini Vijayan – tứ tấu đàn dâu
- Cameron Webb – điều chỉnh kỹ thuật số, kỹ thuật, đàn dây
- James White – ảnh
- Phil X – guitar
- Joe Yannece – chủ quản

## Xếp hạng
| Bảng xếp hạng (2004)       | Vị trí cao nhất |
| -------------------------- | --------------- |
| Album Hoa Kỳ Billboard 200 | 3               |

| Bảng xếp hạng (2005)     | Vị trí cao nhất |
| ------------------------ | --------------- |
| Album Úc (ARIA)          | 2               |
| Album Canada (Billboard) | 6               |
| Japanese Albums (Oricon) | 40              |
| Album New Zealand (RMNZ) | 5               |

| Chart (2006)                             | Peak position |
| ---------------------------------------- | ------------- |
| Album Áo (Ö3 Austria)                    | 3             |
| Album Bỉ (Ultratop Vlaanderen)           | 3             |
| Album Bỉ (Ultratop Wallonie)             | 31            |
| Croatian Foreign Albums (HDU)            | 27            |
| Album Cộng hòa Séc (ČNS IFPI)            | 27            |
| Album Đan Mạch (Hitlisten)               | 2             |
| Album Hà Lan (Album Top 100)             | 1             |
| Album Phần Lan (Suomen virallinen lista) | 6             |
| Album Pháp (SNEP)                        | 20            |
| Album Đức (Offizielle Top 100)           | 4             |
| Greek Albums (IFPI)                      | 2             |
| Album Hungaria (MAHASZ)                  | 19            |
| Album Ireland (IRMA)                     | 1             |
| Album Ý (FIMI)                           | 36            |
| Japanese Albums (Oricon) Special edition | 184           |
| Album México (Top 100 Mexico)            | 13            |
| Album Na Uy (VG-lista)                   | 8             |
| Album Ba Lan (ZPAV)                      | 24            |
| Album Bồ Đào Nha (AFP)                   | 4             |
| Album Tây Ban Nha (PROMUSICAE)           | 43            |
| Album Thụy Điển (Sverigetopplistan)      | 6             |
| Album Thụy Sĩ (Schweizer Hitparade)      | 2             |
| Album Anh Quốc (OCC)                     | 3             |

| Bảng xếp hạng (2010)            | Vị trí cao nhất |
| ------------------------------- | --------------- |
| Album Hàn Quốc Quốc tế (Circle) | 39              |

| Bảng xếp hạng (2005)               | Vị trí |
| ---------------------------------- | ------ |
| Australian Albums (ARIA)           | 2      |
| German Albums (Offizielle Top 100) | 97     |
| Irish Albums (IRMA)                | 6      |
| New Zealand Albums (RMNZ)          | 9      |
| UK Albums (OCC)                    | 8      |
| Hoa Kỳ Billboard 200               | 5      |

| Bảng xếp hạng (2006)               | Vị trí |
| ---------------------------------- | ------ |
| Australian Albums (ARIA)           | 29     |
| Austrian Albums (Ö3 Austria)       | 22     |
| Belgian Albums (Ultratop Flanders) | 10     |
| Belgian Albums (Ultratop Wallonia) | 99     |
| Danish Albums (Hitlisten)          | 13     |
| Dutch Albums (MegaCharts)          | 10     |
| Finnish Albums (Musiikkituottajat) | 17     |
| French Albums (SNEP)               | 132    |
| German Albums (Offizielle Top 100) | 10     |
| Hungarian Albums (MAHASZ)          | 67     |
| Irish Albums (IRMA)                | 11     |
| Mexican Albums (Top 100 Mexico)    | 33     |
| Swedish Albums (Sverigetopplistan) | 39     |
| Swiss Albums (Schweizer Hitparade) | 19     |
| UK Albums (OCC)                    | 30     |
| Hoa Kỳ Billboard 200               | 10     |

| Bảng xếp hạng (2000–09)  | Vị trí |
| ------------------------ | ------ |
| Australian Albums (ARIA) | 21     |
| UK Albums (OCC)          | 59     |
| Hoa Kỳ Billboard 200     | 29     |

| Bảng xếp hạng        | Vị trí |
| -------------------- | ------ |
| Hoa Kỳ Billboard 200 | 77     |

## Chứng nhận
| Quốc gia                                                                           | Chứng nhận  | Số đơn vị/doanh số chứng nhận |
| ---------------------------------------------------------------------------------- | ----------- | ----------------------------- |
| Úc (ARIA)                                                                          | 7× Bạch kim | 490.000^                      |
| Áo (IFPI Áo)                                                                       | Vàng        | 15,000*                       |
| Bỉ (BEA)                                                                           | Bạch kim    | 50,000*                       |
| Brasil (Pro-Música Brasil)                                                         | Vàng        | 30,000*                       |
| Canada (Music Canada)                                                              | 5× Bạch kim | 500.000^                      |
| Đan Mạch (IFPI Đan Mạch)                                                           | Bạch kim    | 40.000^                       |
| Phần Lan (Musiikkituottajat)                                                       |             | 13,646                        |
| Pháp (SNEP)                                                                        | Bạc         | 0*                            |
| Đức (BVMI)                                                                         | 3× Vàng     | 450.000^                      |
| Hungary (Mahasz)                                                                   | Vàng        | 3,000^                        |
| Ireland (IRMA)                                                                     | 7× Bạch kim | 105.000^                      |
| Indonesia (ASIRI)                                                                  | Bạch kim    | 15,000*                       |
| México (AMPROFON)                                                                  | Vàng        | 50.000^                       |
| Hà Lan (NVPI)                                                                      | Bạch kim    | 70.000^                       |
| New Zealand (RMNZ)                                                                 | 3× Bạch kim | 45.000^                       |
| Na Uy (IFPI)                                                                       | 2× Bạch kim | 80.000*                       |
| Bồ Đào Nha (AFP)                                                                   | Vàng        | 10.000^                       |
| Singapore (RIAS)                                                                   | Bạch kim    | 10,000*                       |
| Nam Phi (RISA)                                                                     | 2× Bạch kim | 80,000^                       |
| Thụy Điển (GLF)                                                                    | Bạch kim    | 60,000^                       |
| Thụy Sĩ (IFPI)                                                                     | Bạch kim    | 30.000^                       |
| Anh Quốc (BPI)                                                                     | 5× Bạch kim | 1,590,000                     |
| Hoa Kỳ (RIAA)                                                                      | 6× Bạch kim | 6,307,000                     |
| Tổng hợp                                                                           |             |                               |
| Châu Âu (IFPI)                                                                     | 2× Bạch kim | 2.000.000*                    |
| * Chứng nhận dựa theo doanh số tiêu thụ. ^ Chứng nhận dựa theo doanh số nhập hàng. |             |                               |

## Lịch sử phát hành
| Khu vực    | Ngày                 | Phiên bản  | Nhãn     | Định dạng | Catalog       | Nguồn   |
| ---------- | -------------------- | ---------- | -------- | --------- | ------------- | ------- |
| Canada     | 30 tháng 11 năm 2004 | Tiêu chuẩn | BMG      | CD        | 82876-64491-2 | [ 98 ]  |
| Hoa Kỳ     | 30 tháng 11 năm 2004 | Tiêu chuẩn | RCA 19 S | CD        | 82876-64491-2 | [ 1 ]   |
| Úc         | 3 tháng 1 năm 2005   | Tiêu chuẩn | BMG      | CD        | 82876-64491-2 | [ 18 ]  |
| Châu Âu    | 8 tháng 1 năm 2005   | Tiêu chuẩn | BMG      | CD        | 82876-70291-2 | [ 99 ]  |
| Nhật Bản   | 26 tháng 1 năm 2005  | Giới hạn   | BMG      | CD        | BVCP-24059    | [ 2 ]   |
| Anh Quốc   | 18 tháng 7 năm 2005  | Giới hạn   | RCA      | CD        | 82876-69026-2 | [ 16 ]  |
| Pháp       | 18 tháng 7 năm 2005  | Giới hạn   | Jive     | CD        | 82876-69026-2 | [ 17 ]  |
| Trung Quốc | 30 tháng 9 năm 2005  | Giới hạn   | Sony BMG | CD        | 9787799420134 | [ 100 ] |
| Hoa Kỳ     | 25 tháng 11 năm 2005 | Đặc biệt   | RCA 19 S | CD+DVD    | 82876-74553-2 | [ 1 ]   |
| Úc         | 29 tháng 11 năm 2005 | Đặc biệt   | Sony BMG | CD+DVD    | 82876-74553-2 | [ 18 ]  |
| Nhật Bản   | 21 tháng 12 năm 2005 | Đặc biệt   | BMG      | CD+DVD    | BVCP-28053    | [ 2 ]   |
| Pháp       | 2 tháng 3 năm 2006   | Giới hạn   | Jive     | CD        | 82876-70291-2 | [ 17 ]  |